# Ґиляй (Расейняйський район)
Ґиляй (Gyliai) — село у Литві, Расейняйський район, Відуклеське староство. 2001 року у селі проживало 509 людей. Розташоване за 5 км від села Відукле, за 2 км — хутори Рімкішкяй й Ужрудіс, за 1 км — хутір Кутнінкай.

## Принагідно
- Мапіо
- Гугл-мапа

| Литва | Це незавершена стаття з географії Литви. Ви можете допомогти проєкту, виправивши або дописавши її. |